# 野田義夫
野田 義夫（のだ よしお、1874年（明治7年）7月15日 - 1950年（昭和25年）11月1日）は、日本の教育者。

## 経歴
福岡県八女郡下広川村（現在の広川町）出身。1899年（明治32年）、東京帝国大学文科大学哲学科を卒業し、さらに大学院で学んだ。1900年（明治33年）に文部属となり、広島高等師範学校教授、奈良女子高等師範学校教授、文部省督学官、大阪高等学校校長を歴任した。その間の1924年（大正13年）、文学博士号を受けた。
退官後、大阪高等女子職業学校（現在の英真学園高等学校）教授・名誉校長、羽衣高等女学校（現在の羽衣学園中学校・高等学校）校長を経て、1936年（昭和11年）から親和高等女学校（親和中学校・親和女子高等学校）校長を務めた。その他、関西学院大学法文学部講師を務めた。

## 親族
- 高井利平 - 義兄[1]。万里銀行頭取。

## 著作
著書
- 『続倫理学書解説 パウルゼン氏社会倫理』 育成会、1902年7月
- 『明治教育史』 育英舎、1907年12月 ／ 有明会館図書部、1981年9月
- 『近世教育史綱』 同文館、1908年3月
- 『欧米列強 国民性の訓練』 同文館、1913年10月
- 『日本国民性の研究』 教育新潮研究会〈教育新潮叢書〉、1914年12月 ／ 大空社〈叢書日本人論〉、1996年1月、ISBN 4756801153
- 『教育学概論』 同文館、1915年1月
- 『新時代の徳育』 弘道館、1921年1月
- 『現代教育概観』 人文書房、1929年12月
- 『丁抹国民高等学校の研究』 同文館、1929年12月
- 『文化教育学原論』 人文書房、1930年6月
- 『修身及公民教育原論』 教育研究会、1932年2月
- 『労作教育原論』 明治図書、1932年6月
- 『日本教育の検討』 明治図書、1938年10月

## 関連文献
- 大日本学術協会編修 『日本現代教育学大系 第八巻 林博太郎氏教育学 野田義夫氏教育学 辻幸三郎氏教育学 野々村運市氏教育学』 モナス、1927年11月 ／ 日本図書センター、1989年11月、ISBN 4820552740
- 二見剛史 「野田義夫」（山田孝雄編 『近代日本の倫理思想』 大明堂、1981年2月、ISBN 4470230138）

| 公職            | 公職                                                   | 公職          |
| --------------- | ------------------------------------------------------ | ------------- |
| 先代 藤堂忠次郎 | 奈良女子高等師範学校附属高等女学校主事 1915年 - 1917年 | 次代 小川正行 |
| その他の役職    |                                                        |               |
| 先代 和田豊     | 親和高等女学校長 1936年 - 1943年                       | 次代 中島豊之 |
| 先代 本山彦一   | 羽衣高等女学校長 1933年 - 1936年                       | 次代 勝本鼎一 |